# Empecta ardoini
Empecta ardoini är en skalbaggsart som beskrevs av Marc Lacroix 1989. Empecta ardoini ingår i släktet Empecta och familjen Melolonthidae. Inga underarter finns listade i Catalogue of Life.